# Poundmaker 114
Poundmaker 114 är ett reservat i Kanada.   Det ligger i provinsen Saskatchewan, i den centrala delen av landet, 2 500 km väster om huvudstaden Ottawa.
Trakten runt Poundmaker 114 består till största delen av jordbruksmark. Trakten runt Poundmaker 114 är nära nog obefolkad, med mindre än två invånare per kvadratkilometer.